# Megasema umbrata
Megasema umbrata là một loài bướm đêm trong họ Noctuidae.